# 사택지적
사택지적(砂宅智積, ?~?)는 백제의 귀족이다. 대성팔족(大姓八族)의 사택씨(砂宅氏/沙宅氏), 또는 사씨(沙氏) 가문 출신으로, 나지성(奈祗城)을 중심으로 활동했다. 《일본서기》에는 대좌평 지적(智積)으로 기록되어 있다.

## 같이 보기
- 부여 사택지적비